# Вільям Стоу (веслувальник)
Вільям Стоу (англ. William Stowe, 23 березня 1940 — 8 лютого 2016) — американський академічний веслувальник.
Олімпійський чемпіон 1964 року в складі вісімки.
Переможець Панамериканських ігор 1967 року в складі розпашної четвірки.
Бронзовий призер Чемпіонату Європи 1965 року в складі вісімки.